# Hrabia Lloyd George of Dwyfor

## Informacje ogólne
- dodatkowym tytułem hrabiego Lloyd George of Dwyfor jest wicehrabia Gwynedd
- taki sam tytuł nosi najstarszy syn hrabiego Lloyd George of Dwyfor
- rodową siedzibą hrabiów Lloyd George of Dwyfor jest Ffynone, niedaleko Newcastle Emlyn w hrabstwie Carmarthenshire

Hrabiowie Lloyd George of Dwyfor 1. kreacji (parostwo Zjednoczonego Królestwa)
- 1945–1945: David Lloyd George, 1. hrabia Lloyd George of Dwyfor
- 1945–1968: Richard Lloyd George, 2. hrabia Lloyd George of Dwyfor
- 1968–2010-: Owen Lloyd George, 3. hrabia Lloyd George of Dwyfor
- od 2010: David Richard Owen Lloyd George, 4. hrabia Lloyd George of Dwyfor

Najstarszy syn 4. hrabiego Lloyd George of Dwyfor: William Alexander Lloyd George